# Franciszek II d’Este
Franciszek II d’Este, Francesco II d’Este (ur. 6 marca 1660, zm. 6 września 1694) – książę Modeny i Reggio od roku 1662 do swojej śmierci.
Urodził się jako jedyny syn księcia Alfonsa IV i Laury Martinozzi, córki Girolamo Martinozziego i Laury Mazzarino, pochodzących z włoskiej szlachty. Laura Martinozzi była siostrzenicą kardynała Jules'a Mazarina. Jego starsza siostra - Maria z Modeny w 1673 poślubiła przyszłego króla Jakuba II Stuarta, a w 1685 została królową Anglii i Szkocji.

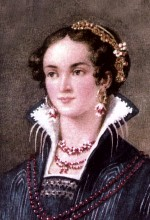
Laura Martinozzi, matka Franciszka

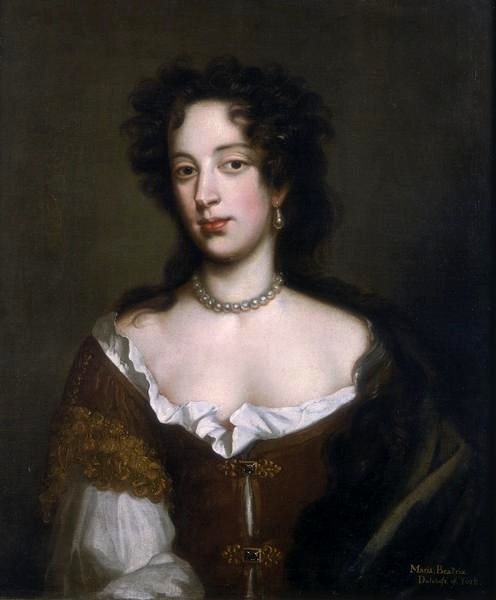
Maria z Modeny, siostra Franciszka

Jako mały chłopiec uczył się grać na wiolonczeli i dla niego odtworzono dworską orkiestrę, kiedy miał 11 lat – wiolonczelistą był wtedy Giovanni Maria Bononcini. Franciszek pozostał hojnym patronem muzyki. Jego zbiory znacząco uzupełniły Bibliotekę Estense w Modenie.
Franciszek został księciem Modeny i Reggio w wieku zaledwie dwóch lat. Jego matka, pobożna i surowa, rządziła jako regentka aż do 1674. Obowiązki państwowe dzieliła z różnymi duchownymi, a radą służył jej zawsze jej spowiednik - ojciec Garimberti. Kiedy matka wyjechała do Anglii, aby towarzyszyć córce, 14-letni Franciszek przejął pełnię władzy. Pod wpływem swojego towarzysza – kuzyna Cesare Ignazia d’Este, po powrocie matki wygnał ją z dworu książęcego. Polityka zagraniczna Franciszka podporządkowana była polityce króla Francji – Ludwika XIV Burbona – patrona jego siostry po 1688 roku (po tym jak Jakub II musiał uciekać ze swojej ojczyzny). Franciszek jednak nie pozwolił na wchłonięcie przez Francję swojego księstwa.

## Małżeństwo
Około 1692 Franciszek ożenił się z siostrą cioteczną – Małgorzatą Marią Farnese, księżniczką Parmy, córką Ranuccia II Farnese i Izabeli d’Este (ciotki Franciszka). Para nie miała dzieci, a następcą Franciszka został jego wuj (przyrodni brat jego ojca) – kardynał Reginald d’Este.